# Diseño gráfico de sistemas
El diseño gráfico de sistemas (DGS, o GSD por sus siglas en inglés) es un método actual de diseño, prototipaje y creación de sistemas integrados el cual combina programación gráfica con hardware COTS para simplificar el desarrollo, dando como resultado diseños de gran calidad y la posibilidad de diseños personalizados. De esta manera alguien no experto en diseño de sistemas integrados, puede hacer un diseño de lo que necesita sin tener que recurrir a un experto.
Esta forma de diseño se encuentra a un nivel más alto (de abstracción) que el diseño de Sistemas Electrónicos (ESL por sus siglas en inglés).

## Diseño nivel-sistema
El diseño gráfico de sistemas nos permite diseñar un sistema electrónico completo, usando software intuitivo como son los lenguajes de programación gráficos y sin la necesidad de tener que hacer uso del hardware que necesitará nuestro diseño, nos permitirá crear prototipos y la posibilidad de hacer pruebas de simulación.

## Relación del GSD y el ESL
«El diseño gráfico de sistemas es un método complementario que incluye la creación de diseños de sistemas electrónicos e integrados, su implementación, y las herramientas para simularlos. ESL y el GSD forman parte del mismo movimiento y tienen un objetivo común: lograr la máxima abstracción y automatización en el diseño de cara a resolver problemas reales de ingeniería que se suceden en la actualidad--solucionando los problemas que pueden suceder durante la fase de especificaciones del sistema, de tal manera que no se produzcan durante la validación y se tenga que volver a pasos anteriores del diseño la cual cosa generaría retrasos (y pérdidas de dinero).»

## Herramientas
Algunas de las herramientas que existen actualmente, para la fase de diseño, en el mercado son: Ansoft Designer, AutoCAD, CarSim, DOORS, Dymola, LabVIEW, Matlab, MSC.Adams, Multisim, SolidWorks, SPICE.
La fase de prototipaje se lleva a cabo cogiendo el algoritmo e implementarlo en el hardware para conseguir diseños de gran calidad. Una plataforma efectiva para el prototipaje incluye un lenguaje de alto nivel, procesadores en tiempo real, FPGA lógicas, entradas/salidas modulares y de la Propiedad intelectual necesitada. 
La fase final se basa totalmente en el hardware. Puede necesitar de MPU o FPGAs.

## Ejemplos
Ejemplos de ingenieros y científicos que aplican técnicas de diseño gráfico de sistemas:
- Researchers Use Graphical System Design for Development and Control of Unmanned Underwater Vehicles
- Developing a Robotic Manipulator for Cancer Therapy Using Graphical System Design

- Datos: Q3823658